# Shillay (Pabbay)
Pour les articles homonymes, voir Shillay.
Shillay, en gaélique écossais Siolaigh, est une île du Royaume-Uni située en Écosse.